# Чёрные голландцы

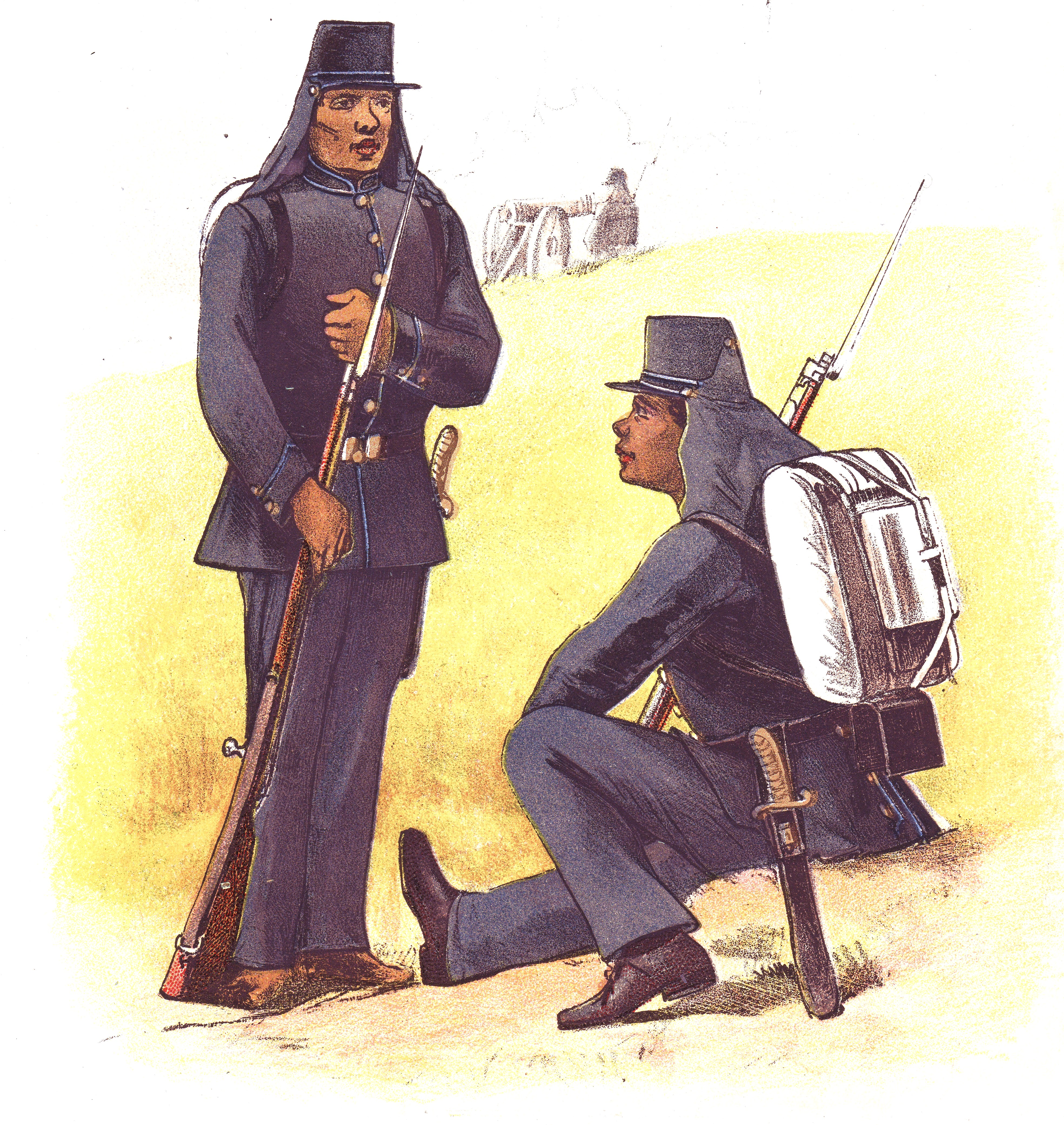
Картина 1885 года, показывающая местного (слева) и африканского (справа) военнослужащих нидерландских колониальных войск в Индонезии.

Чёрные голландцы (нидерл. Zwarte Hollanders, индон. Belanda Hitam; яв. Londo Ireng, Landa Ireng, Walanda Ireng) — название, данное жителями острова Ява африканским наёмным солдатам, служившим в нидерландских колониальных войсках во время нидерландского колониального правления в Индонезии.
В период между 1831 и 1872 годами более трёх тысяч африканцев были набраны из Нидерландской Гвинеи для службы в колониальных войсках в голландской Ост-Индии. Такое решение представляло собой чрезвычайную меру и было вызвано тем, что голландская армия потеряла несколько тысяч европейских солдат и ещё больше местных яванских солдат во время войны против принца Дипонегоро.

## История
После провозглашения независимости Бельгии в 1830 году население Нидерландов значительно уменьшилось, из-за чего колониальные боевые потери стало восполнять ещё труднее. Кроме того, голландцы стремились ограничивать количество набранных местных солдат в Королевской голландской ост-индской армии примерно половиной их общей численности, чтобы не зависеть от лояльности местных солдат. Было также выдвинуто предположение, что африканские солдаты будут более устойчивы к тропическому климату и тропических заболеваниям в голландской Ост-Индии, нежели европейские солдаты.
Африканские солдаты были впервые рекрутированы в Элмине, голландской крепости на западном побережье Африки. Из 150 завербованных наёмников 44 были потомками евро-африканских семей в Элмине. Они были развёрнуты в 1832 году в южной части Суматры. Африканцы оказались менее устойчивы к местному климату, чем многие надеялись, но в качестве солдат они произвели большое впечатление на население Суматры. В 1836 году группа из 88 африканских солдат прибыла в голландскую Ост-Индию. Затем правительство Нидерландов решило рекрутировать представителей народа ашанти.
Осенью 1836 года генерал-майор Вервеер предпринял поездку к королю Ашанти. 1 ноября 1836 года, после того как он прибыл в Элмину, генерал Вервеер отбыл со свитой из около 900 человек (большинство из них были носильщиками, которые несли провизию и подарки) в столицу королевства Ашанти, Кумаси (современная Гана). После длительных переговоров был заключён договор с королём Кваку Дуа. В Кумаси Якобом Хайдекопером, голландским правительственным чиновником из Элмины смешанного голландско-африканского происхождения, был создан рекрутский пункт. Кваку Дуа также выделил двух принцев, Кваси Боачи и Кваме Поку Боачи, для отправки их Вервеером в Нидерланды для обучения. Их последующая карьера описана писателем Артуром Япином в романе De zwarte met het witte hart (1997).
Поскольку англичане уже отменили рабство, при наборе рекрутов были приняты определённые меры предосторожности. Король Ашанти предложил в качестве рекрутов рабов и военнопленных из окружающих регионов. Тем не менее они номинально нанимались как добровольцы-новобранцы. Считаясь официально военнослужащими голландской армии, они имели право на получение заработной платы. Британские возражения в 1842 году привели к прекращению их относительно успешного найма. В 1855 году, однако, набор рекрутов был возобновлён из-за положительного опыта службы африканских солдат в голландской Ост-Индии. Теперь наём проходил исключительно на добровольной основе.

## Прекращение найма африканцев
В общей сложности несколько тысяч африканских солдат—«голландцев» были отправлены в голландскую Ост-Индию. По англо-голландскому договору 1871 года нидерландские владения в Западной Африке перешли к англичанам. Это прекратило возможность вербовки негров для голландской Ост-индской армии. 20 апреля 1872 года последний корабль с африканскими рекрутами отплыл на Яву. После этого голландскими властями были предприняты ещё две попытки завербовать чернокожих добровольцев для колониальной армии. Между 1876 и 1879 годами тридцать американских чернокожих рекрутов были наняты для Ост-Индской армии. В 1890 году была предпринята попытка получить рекрутов из Либерии. В общей сложности 189 либерийцев отправились на Яву, однако данная группа африканских наемников почти в полном составе оказалась недовольна условиями службы и вернулась в Либерию в 1892 году.

## Служба и последствия
Предполагается, что местные жители называли этих солдат «голландцами», пусть и «чёрными», из-за их пренебрежительного отношения к местному населению, поскольку почти все африканские солдаты были христианского вероисповедания и считали себя ближе стоящими к европейцам, нежели местные жители-мусульмане. В 1874—1875 годах многие из африканских солдат участвовали в Ачехской экспедиции. Один из африканских военнослужащих, Ян Коой, получил высшую военную награду Нидерландов того времени — Военный орден Вильгельма.

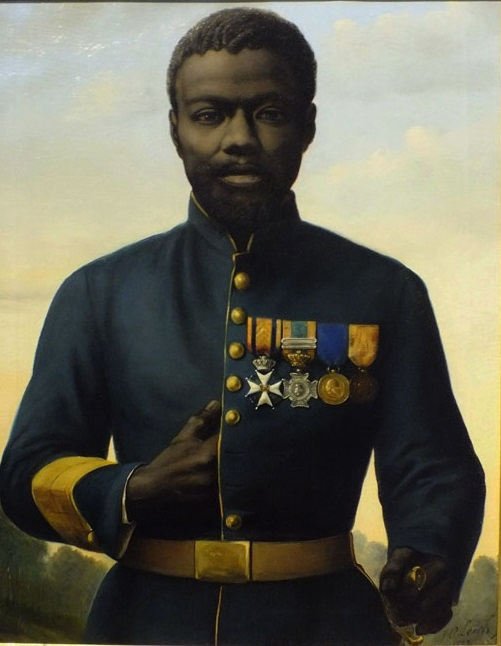
Портрет Яна Кооя.

После завершения военной службы многие африканские солдаты остались в Индонезии, женившись на местных женщинах и зачастую передавая военное ремесло от отца к сыну, чем можно объяснить участие солдат-метисов в колониальных войнах в Ачехе в самом конце XIX века, через много лет после прекращения рекрутирования негров. В итоге это привело к появлению в стране афро-индонезийской общины, которая была довольно крупной на Яве до Второй мировой войны, а в некоторых местах сохраняется до сих пор — например, в Первореджо, где в 1859 году королём Виллемом III были выделены земли для африканских ветеранов. Но после провозглашения Индонезией независимости большая часть потомков африканских солдат уехала в Нидерланды. Возвратившиеся же в Элмину сразу после службы основали поселение «Яванский холм», а их жёны привезли из Индонезии ремесло батик, которое с тех пор стало популярно в Западной Африке.